# Liste des peintures italiennes du Musée des beaux-arts de Montréal
Cette liste comprend un choix de  peintures italiennes conservées au Musée des beaux-arts de Montréal.

## Tableau
| Image | Titre                                                      | Attribution                       | Date           | Période         | Inventaire                |
| ----- | ---------------------------------------------------------- | --------------------------------- | -------------- | --------------- | ------------------------- |
|       | Vierge et Enfant en majesté entourés de Dieu le Père       | Giovanni del Biondo               | 1380           | Pré-Renaissance | ??                        |
|       | Le Couronnement de la Vierge                               | Niccolò di Pietro Gerini          | 1395 env.      | Pré-Renaissance | 1951.1059                 |
|       | Vierge d'humilité                                          | Andrea di Bartolo                 | 1400 environ   | Pré-Renaissance | ??                        |
|       | L'Extase de saint François                                 | Giovanni di Paolo                 | 1440 env.      | Renaissance     | 2008.5                    |
|       | Vierge et l'Enfant au chardonneret                         | Maître de la Nativité de Castello | 1445-1475      | Renaissance     | ??                        |
|       | Vierge et l'Enfant avec saint Michel et saint Blaise       | Neri di Bicci                     | 1475 environ   | Renaissance     | 1962.1374                 |
|       | La Cène                                                    | Carlo Crivelli                    | 1488           | Renaissance     | 1972.29                   |
|       | Didon                                                      | Andrea Mantegna                   | 1490 environ   | Renaissance     | 1920.103                  |
|       | Judith avec la tête d'Holopherne                           | Andrea Mantegna                   | 1490 environ   | Renaissance     | 1920.103                  |
|       | Le Christ et la Vierge intercédant en faveur de l'humanité | Gherardo di Giovanni del Fora     | 1490 environ   | Renaissance     | ??                        |
|       | La Sainte Famille avec l'adoration de l'Enfant             | Mariotto Albertinelli             | 1505 environ   | Renaissance     | 2007.79                   |
|       | Portrait de Bindo Altoviti                                 | Jacopino del Conte                | 1550           | Maniérisme      | 2000.14                   |
|       | Portrait d'un membre de la famille Foscari                 | Le Tintoret                       | 1555           | Maniérisme      | 1954.1097                 |
|       | La Présentation de Marie au Temple                         | Lavinia Fontana                   | Vers 1575-1580 |                 |                           |
|       | Portrait d'un gentilhomme de la maison de Leiva            | Le Greco                          | 1580-1585      | Maniérisme      | 1945.885                  |
|       | Saint Joseph                                               | José de Ribera                    | 1635 env.      | Baroque         | 1943.815                  |
|       | Ératosthène enseignant à Alexandrie                        | Bernardo Strozzi                  | 1635           | Baroque         | 1959.1225                 |
|       | Jason charmant le dragon                                   | Salvator Rosa                     | 1670           | Baroque         | 1960.1251                 |
|       | La Madeleine pénitente                                     | Giovanni Antonio Pellegrini       | 1720           | Baroque         | 1995.11                   |
|       | La Madeleine pénitente                                     | Giovanni Battista Piazzetta       | 1720           | Baroque         | 2013.417                  |
|       | Alexandre le Grand et Campaspe à l'atelier d'Apelle        | Giambattista Tiepolo              | 1725-1726      | Rococo          | jusqu'en 1999 (restituée) |
|       | La Vérité et la Pitié                                      | Pompeo Batoni                     | 1745           | Néo-classicisme | 1979.20                   |
|       | La Paix et la Justice                                      | Pompeo Batoni                     | 1745           | Néo-classicisme | 1979.21                   |
|       | La Visitation                                              | Corrado Giaquinto                 | 1765           | Néo-classicisme | 1968.1576                 |